# Valentín de Zubiaurre
Valentín de Zubiaurre Aguirrezábal (Madrid, 22 de agosto de 1879-Madrid, 24 de enero de 1963) fue un pintor español. Nació sordomudo, afección que padeció igualmente su hermano Ramón de Zubiaurre, también pintor, tres años más joven que él. Ambos eran hijos del compositor musical Valentín de Zubiaurre Urionabarrenechea.

## Biografía
Originarios de la localidad vizcaína de Garay, la familia Zubiaurre residía en la capital de España, a donde el padre había acudido a ocupar la plaza obtenida como maestro musical en la capilla del Palacio Real. A pesar del gran deseo paterno de que alguno de sus hijos siguiera con la vocación musical, la fatalidad quiso que ambos fueran sordos. 
Valentín inició sus estudios en la Real Academia de Bellas Artes de San Fernando en 1896, teniendo como preceptores, entre otros, a los pintores Muñoz Degrain y Moreno Carbonero. Entre 1905 y 1906 viajó a París en compañía de su hermano y su madre, ciudad desde la que realizó también diversos viajes por Europa, por países como Bélgica, Holanda, Italia y Alemania. 

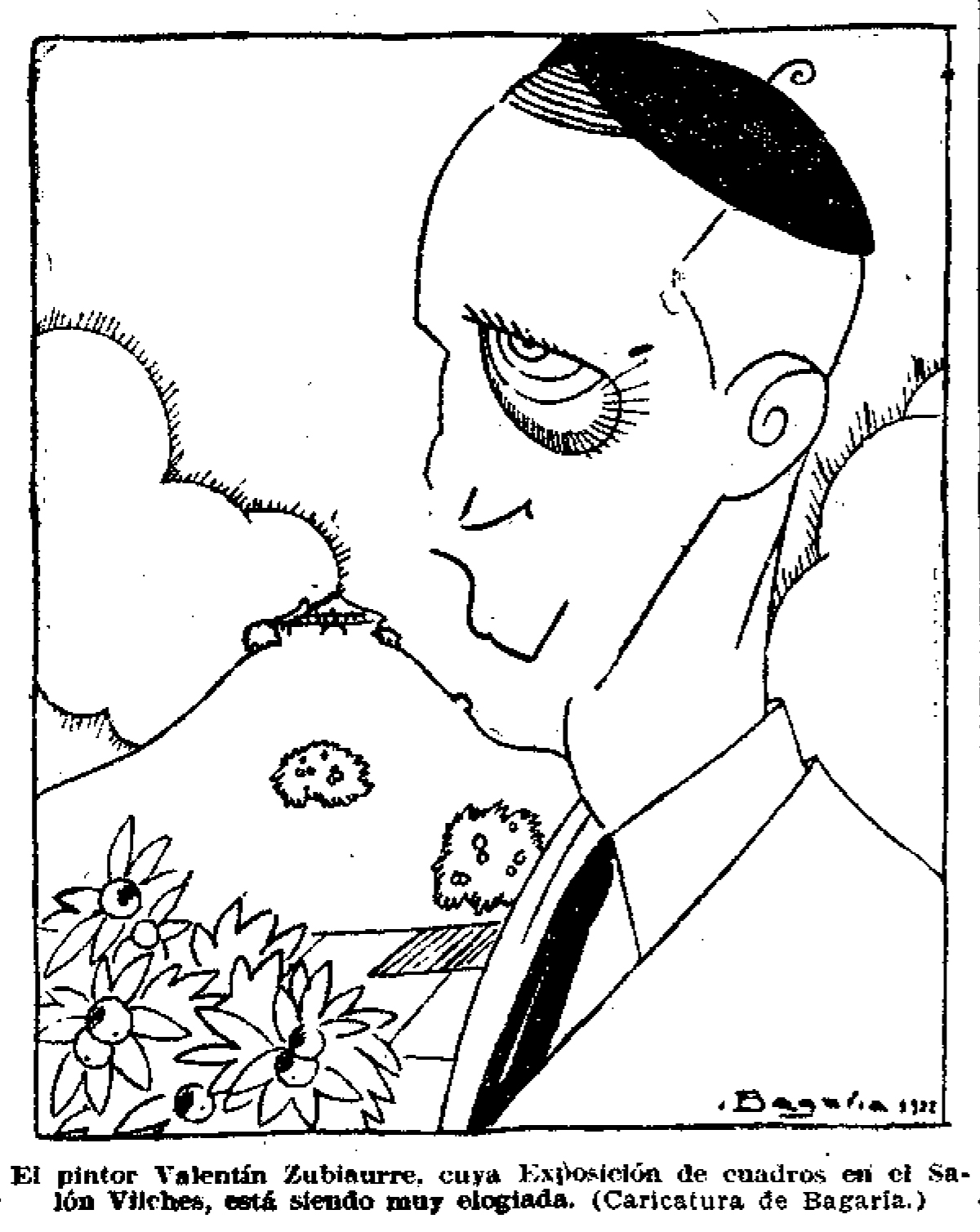
Caricaturizado por Bagaría en El Sol (1928)

En su carrera artística, su hermana, Pilar de Zubiaurre, realizó un papel fundamental, encargándose de la venta de sus cuadros y de la organización de numerosas de sus exposiciones en España y en el extranjero. Alcanzó la primera medalla de la Exposición Nacional de Bellas Artes en 1917.
Valentín solía visitar Segovia, atraído por los tipos y paisajes castellanos, que tan profusamente utilizó en su pintura. Durante sus estancias solía alojarse en el Palacio del Conde de Cheste.
El 12 de octubre de 1942, se casó en la basílica de Nuestra Señora de Begoña con Pilar Elejoste Astarbe, natural de Durango, quien acompañó al pintor el resto de su vida. En 1945, Valentín fue nombrado académico de la Real Academia de Bellas Artes de San Fernando, donde inició sus estudios. 
Durante toda su vida artística, trabajó y expuso en Madrid y el País Vasco. Finalmente, falleció en Madrid en 1963. 

## Su obra
Cultivó una pintura costumbrista, en la que predominan los temas vascos y castellanos, donde la solidez de las figuras se compenetra con un hondo sentido del colorismo. No le fue fácil obtener el reconocimiento oficial. En una época en la que el naturalismo y el impresionismo eran las tendencias dominantes, Zubiaurre realizaba una pintura más intelectual, aunando por un lado la maestría de su arte con la elaboración intelectual de la idea. También se le achacó el haber caído en el vicio de la repetición machacona de ciertos tipos y composiciones una vez obtenida cierta popularidad, elaborando una y otra vez las mismas fórmulas.
Durante años se mantuvo la errónea creencia de que los hermanos Zubiaurre compartían la elaboración de sus cuadros, trabajando ambos en la misma obra. No existe constancia objetiva de ello. Es cierto que partían de una norma estética semejante y que trataban una variedad similar de temas, pero los resultados de ambos hermanos eran sustancialmente diferentes. En la pintura de Valentín hay menos socarronería, predominando una cierta melancolía que no está presente en los cuadros de Ramón. En palabras de José Ortega y Gasset, su obra es «un inventario lírico de la existencia vasca».
La obra del pintor se encuentra en diversos museos españoles, como el Museo Nacional Centro de Arte Reina Sofía, el Museo de Bellas Artes de Bilbao o el Museo Carmen Thyssen Málaga, donde se exponen Costa vasca al atardecer (1949) y Paisaje al atardecer con dantzaris (sin fecha), ejemplo de pintura regionalista vasca, resuelto a través de una composición plana y el empleo de colores fríos, características del estilo de Zubiaurre.
En los últimos años se ha llevado a cabo el primer estudio pormenorizado de su vida y obra gracias a la tesis doctoral titulada Valentín de Zubiaurre. Vida y obra, realizada por la historiadora del arte Rebecca Guerra Pérez (Universidad del País Vasco, Bilbao; 2012). Gracias a este trabajo no solo se ha logrado una amplia catalogación de la profusa obra del pintor, sino que también se han abierto renovadas perspectivas historiográficas que ponen el acento en la consideración individualizada de su contribución artística respecto a la de su hermano Ramón de Zubiaurre.

## Selección de obras
- La fiesta de la Virgen
- Costa vasca al atardecer 1949. (Museo Carmen Thyssen Málaga)
- Pescadores vascos
- Salida de las lanchas (Museo de Bellas Artes de Álava)
- Viejas leyes y nueva flor
- Versolaris
- Ofrenda en una ermita
- Paisaje al atardecer con dantzaris (sin fecha). (Museo Carmen Thyssen Málaga)
- En tierra vasca
- Las tres cofrades
- Camino de Zamarramala
- Hilandera vasca
- Tipos segovianos
- A las doce
- El tío Saturo
- Tipos vascos